# Wera Nepy
Wera Nepy (Milano, 15 agosto 1931 – Monza, 8 settembre 2017) è stata una cantante italiana.

## Biografia
Figlia di Alceo Nepy, cantante radiofonico degli anni '40, studia fin da piccola la musica lirica. Nel 1945 passa alla musica leggera, esibendosi nei locali di Milano e trovando notevole successo soprattutto al night "Birra Italia", un locale posto al termine della Galleria milanese. Debutta poi come attrice nel 1947, prendendo parte alla rivista "Simpatia" con Walter Chiari e Marisa Maresca. Nella seconda metà degli anni '50 accantona il teatro per dedicarsi nuovamente alla canzone, firmando un contratto discografico per l'etichetta Carisch.
Nel 1958 trova la sua prima affermazione al Festival di Pesaro con il motivo "Al chiar di luna porto fortuna" vincendo il primo premio. L'anno seguente prende parte alla Sei giorni della canzone, vincendo la manifestazione con il motivo "Chiamami Autunno"; sempre nello stesso anno si aggiudica il primo premio al Festival di Lugano con le canzoni "Dentro di me" e "Quando ti rivedrò". Sempre nel 1959 partecipa al Festival di Napoli con il brano "Sì tu", eseguito in abbinamento con Luciano Virgili e con "Primma e doppo", brano doppiato dalla cantante Dana Ghia. Inoltre, si aggiuduca il terzo premio al Festival di Taranto con il motivo "Non c'è paese", eseguita in abbinamento con Nuccia Bongiovanni.
Per tutta la prima metà degli anni sessanta la Nepy tiene delle trionfali tournée soprattutto all'estero, mentre in Italia trova difficoltà a prendere parte alle maggiori manifestazioni canore, nonostante sia molto apprezzata. Nel 1962 cambia etichetta discografica passando alla Durium, incidendo il brano "Ferma questa notte". Nella seconda metà degli anni '60 rileva un night a Vigevano accantonando l'incisione discografica.

## Discografia parziale

### 33 giri
- 1959: Mezz'ora con voi (Carisch, PCA 55012)
- 1959: VII Festival della canzone napoletana (Odeon, MOEQ 27004); con Wera Nepy, Peppino Di Capri e i suoi Rockers, Nunzio Gallo
- 1960: Sanremo 1960 (Le 20 canzoni cantate a tempo di ballo) (Carisch, TCA 15303) con Wera Nepy, Peppino Di Capri, Dean Taylor, Maria Monti, Giorgio Consolini, Tina De Mola, Henry Wright

### 45 giri
- 1958: Resta cu' mme/Strada 'nfosa (Parlophon, QMSP 16157)
- 1958: Uli uli e/Va, musica d'amore (Parlophon, QMSP 16169)
- 1958: Diana/Al chiar di luna porto fortuna (Carisch, VCA 26024)
- 1958: You are my destiny/Verlaine (Carisch, VCA 26030)
- 1958: Al chiar di luna porto fortuna/Verlaine (Carisch, VCA 26035)
- 1958: Non so difendermi/L'ultimo bacio (Carisch, VCA 26037)
- 1958: Chiamami Autunno/Odio il tuo nome (Carisch, VCA 26038)
- 1959: Nessuno/Sempre con te (Carisch, VCA 26042)
- 1959: Amore misterioso/Solo i tuoi baci (Carisch, VCA 26043)
- 1959: Cantando con le lacrime agli occhi/Serenata celeste (Carisch, VCA 26054)
- 1959: Ladro di baci/Dal principio alla fine (Carisch, VCA 26061)
- 1959: 'O destino 'e ll'ate/Vieneme 'nzuonno (Carisch, VCA 26063)
- 1959: Primma e doppo/Primma 'e partì (Carisch, VCA 26064)
- 1959: Cerasella/Passiuncella (Carisch, VCA 26065)
- 1959: Sì tu/Vieneme 'nzuonno (Carisch, VCA 26066)
- 1959: Ladro di baci/Chiamami Autunno (Carisch, VCA 26069)
- 1959: Primma e doppo/Sì tu (Carisch, VCA 26072)
- 1959: Ti prego amor/Non mi baciare (Carisch, VCA 26080)
- 1960: Piangeva tra la folla/Lontano da te (Carisch, VCA 26087)
- 1960: Dentro di me/Lui, soltanto lui!... (Carisch, VCA 26096)
- 1960: All'estremo/Simpatico autunno (The Red Record, 10061)
- 1961: Gitano/Pregherò finché non tornerai (The Red Record, 10072)
- 1961: Portami a Roma/La mia ferita (The Red Record, 10074)
- 1961: Sempre sempre sempre/Per l'ultima volta (The Red Record, 10076)
- 1962: Ferma questa notte/Perché non torni (Durium, LdA 7178)
- 1968: Per l'ultima volta/Pregherò finché non tornerai] (Arlecchino, D 380)

### 45 giri EP
- 1958: Non lasciarmi/Simpatica/Resta cu' mme/Strada 'nfosa (Parlophon, QMSE 45065)
- 1959: You are my destiny/Verlaine/Diana/Al chiar di luna porto fortuna (Carisch, ECA 65032)
- 1959: Solo i tuoi baci/Amore misterioso/Cantando con le lacrime agli occhi/Serenata celeste (Carisch, ECA 65039)
- 1959: Non so difendermi/Ultimo bacio/Chiamami autunno/Odio il tuo nome (Carisch, ECA 65040)

### 45 giri flexi
- 1959: Ladro di baci (The Red Record, N. 20013); allegato alla rivista "Il Musichiere"
- 1960: Morgen (The Red Record, N. 20068); allegato alla rivista n. 79 de "Il Musichiere"

## Discografia estera

### 33 giri
- 1959: VII Festival della canzone napoletana (Odeon, LDC 36066; pubblicato in Cile); con Wera Nepy, Peppino Di Capri e i suoi Rockers, Nunzio Gallo
- 1960: Todas las canciones del Festival 1960. San Remo (Belter, 12.009; pubblicato in Spagna; con Wera Nepy, Peppino Di Capri, Dean Taylor, Maria Monti, Giorgio Consolini, Tina De Mola, Henry Wright). Vera Nepy canta: Perdoniamoci, Non sei felice, Gridare di gioia e Invoco te).

### 45 giri EP
- 1958: 4 Muchachas que cantan (Odeon, BSOE; pubblicato in Spagna); con Wera Nepy (canta "Diana"), Lea Carli, Eliana Seniega, Shelia Durante
- 1959: Non so defenderme/El ultimo beso/Odio tu nombre/Llamame Otono (Belter, 50.256; pubblicato in Spagna)
- 1959: Cerasella/Antes y despues/Amor misterioso/Solo tus besos (Belter, 50.259; pubblicato in Spagna)
- 1960: San Remo 1960 (Alvorada, C 23018; pubblicato in Portogallo); con Wera Nepy (canta "Gridare di gioia" e "Non sei felice") e Tina De Mola